# Teleclides
Teleclides (en griego antiguo: Τηλεκλείδης) fue un antiguo comediógrafo griego, perteneciente al periodo de la Comedia antigua.

## Biografía
La información biográfica sobre Teleclides es escasa. Basada en un fragmento transmitido por Plutarco  en las que se menciona a Nicias, se ha propuesto situar su actividad como comediógrafo entre los años 440 y 420 a. C.; Esto podría confirmarse por otro fragmento  en el que se menciona a un hombre de Egina, lo que, si efectivamente se tratara de Aristófanes, permitiría datar la obra después del 427 a. C.
Ganó tres concursos de teatro en las Dionisias y cinco en las Leneas. Este importante número de victorias hizo suponer que había muchos más títulos de Teleclides de los que se conservan.

## Obras
De las obras de Teleclides se conservan algunos títulos en la Suda: Los anfibios, Los magistrados y Los rígidos.  También escribió la obra Los Hesíodos  y, según el testimonio de Julio Pólux, también Los que no mienten;  al menos otras dos comedias, ya que en la antigüedad se le atribuían unos siete títulos.
También se conservan 73 fragmentos de los que se desprende un estilo similar al de Aristófanes, con numerosos chistes sobre personalidades de la época, tanto políticos como Pericles, y dramaturgos como Eurípides  y Gnesipo.